# Cashmo
Cashmo (* 17. April 1984; bürgerlich Achim Welsch in Stolberg) ist ein deutscher Rapper und Musikproduzent.

## Biografie
Cashmo wuchs nach der Trennung seiner Eltern zusammen mit seiner Mutter und seiner Schwester in Duisburg auf. Im Alter von elf Jahren kam er nach mehreren Verhaltensauffälligkeiten wie Diebstahl ins Jugendheim, wo er in Kontakt mit US-Rap kam. Mit 15 Jahren kam es erneut zu Konflikten mit dem Gesetz und Cashmo wurde zu einem halben Jahr Freiheitsstrafe verurteilt. Kurz nach Entlassung wurde Cashmo wegen eines Tankstellenüberfalls zu einer erneuten, dreijährigen Freiheitsstrafe verurteilt. In der Justizvollzugsanstalt Siegburg hörte Cashmo auch die ersten deutschen Rapper und schrieb während des Gefängnisaufenthaltes auch seine ersten Reime. Dadurch kam er mit anderen Häftlingen in Kontakt, mit denen er während der Umschlüsse Songs aufnahm. 2002 endete der Gefängnisaufenthalt und Cashmo gründete zusammen mit Tu2Face, der durch die während der Haftstrafe aufgenommenen Tapes auf Cashmo aufmerksam geworden war, die Rapformation „Rebellous-Soldia“. Nach vereinzelten regionalen Erfolgen sendeten sie drei Jahre nach Gründung Demotapes an verschiedene Hip-Hop-Labels. Daraufhin reagierte Plattenpapzt und sicherte ihnen einen Platz auf dessen kommendem Release zu, welches aufgrund persönlicher Differenzen mit Tu2Face allerdings nie zu Stande kam. Später wurden erneut Demotapes zu Labels geschickt. So entstand ein Kontakt zum Radiosender WDR, der ein Lied der Rapgruppe kaufte und fortan im Radio spielte.
Die Rapformatierung „Rebellous-Soldia“ wurde kurze Zeit später aufgelöst und Cashmo konzentrierte sich auf seine Solo-Karriere. In Aachen eröffnete er ein eigenes Studio, wo er seine Songs aufnahm und nun erneut mit Plattenpapzt in Kontakt kam. Zusammen gründeten sie das Label „Blokkmukke“. Im Mai 2008 erschien schließlich das Streetalbum „Im Visier“. Im Februar 2010 wurde der Freetrack „Beton Rap“ veröffentlicht, zu welchem ein Video gedreht wurde. Er soll einen Vorgeschmack auf das angekündigte Debütalbum von Cashmo bieten. Cashmo hatte auch mal einen Vertrag bei Baba Saads Label Halunkenbande. 2013 erschien seine Free Ep 180 Grad . Davor erschien die Free EP Lost Tapes, auf der unter anderem MoTrips älterer Bruder Elmo gefeaturet wurde.
Im Lied Alman, 2020 veröffentlicht auf seinem Album 1998 und auf einem YouTube-Video, rappte Cashmo davon, „wie es ist, wenn du als Alman im Kanak-Viertel aufwächst“ und beschrieb Situationen, wie er als ethnischer Deutscher in migrantisch geprägtem sozialen Umfeld benachteiligt worden sei. Dies führte zu einer Debatte über Rassismus gegen weiße Deutsche. Ein Kommentator im Portal hiphop.de stellte dazu fest, dass dieses Lied eine „braune Bubble“ anziehe – in einer früheren Version des Artikels war von einem „rechten Mob“ die Rede – und meinte:

„Eine integrative und per se linke Kultur wie Hiphop ist eigentlich Träger dieser Botschaft. Einen schwarz-rot-goldenen Clip, der Nationalstolz propagiert, macht sich zwangsläufig die Gegenseite zu eigen. Wenn Deutschrap sich als Projektionsfläche für rechte Parolen eignet und Cashmo von einer braunen Bubble hofiert wird, ist das eine absurde Gemengelage.“

Empört über die Formulierung „rechter Mob“ reagierte der Cashmo mit einem zwanzigminütigen Video auf den Artikel und trug vor, dass seine Fans aus allen möglichen Ländern kämen, dass er nichts mit Rassismus zu tun habe und einfach nur erzähle, was er erlebt habe, und bekräftigte seine Botschaft durch das Statement „Ich ficke die AfD, ich ficke die Nazis, ich ficke alle Rassisten“. Er kritisierte, dass er als Deutscher bei diesem Thema „immer die Schnauze halten“ müsse. Journalisten von hiphop.de hätten „wie hetzende Missgeburten“ versucht, ihn zu zerstören. Alman erhielt jedoch auch viel Zuspruch aus der Rap- und Hip-Hop-Szene.
Mitte Juni 2021 kündigte Cashmo im Zuge der Enthüllungen von #deutschrapmetoo an, ein Video zu veröffentlichen, das „einen bekannten deutschen Rapper“ dabei zeigen sollte wie dieser sexuelle Handlungen von einer Minderjährigen forderte. Das allerdings nur unter der Voraussetzung, dass sein zu diesem Zeitpunkt ca. 60 Tausend Abonnenten zählender Instagram-Account 100 Tausend Abonnenten erhält. Die Ankündigung war von dem Vorwurf begleitet, die Glaubwürdigkeit der Frauen, die von sexuellem Missbrauch durch Rapper berichteten, wäre anzuzweifeln, da sie dies nur für die Aufmerksamkeit machen würden.
Wenige Tage später veröffentlichte Cashmo ein Video von 2005 auf Youtube, das Bushido als damals 26-jährigen in einem Hotelzimmer vor einer mutmaßlich Minderjährigen zeigt, die nicht zu sexuellen Handlungen bereit ist und von ihm verbal dazu gedrängt wird. Bushido reagierte daraufhin mit einer achtundzwanzig-minütigen Videobotschaft, in der er sich entschuldigte, von seinem Verhalten in der Vergangenheit distanzierte und selbstkritisch mit Frauenfeindlichkeit im Deutschrap umging. Er drohte Cashmo Konsequenzen für das Veröffentlichen des Videos an und bezichtigte ihn der Lüge, forderte allerdings keine Löschung des Videos, da er das „wie ein Mann“ ertragen könne. Im Zuge der Vorwürfe das Ganze sei vor allem eine Marketing-Aktion und ein persönlicher Angriff, löschte Cashmo jegliche Inhalte auf seinem instagram Account. Kritiker merkten an, dass es außerhalb dieser Aktion keinerlei ernsthafte Auseinandersetzung mit den Opfern sowie dem Umgang mit Frauen gab.

## Diskografie
Alben
- 2008: Im Visier
- 2013: In Erinnerung
- 2017: 1994
- 2017: Hoez & Broz
- 2020: 1998
- 2022: Hoez & Broz II
- 2025: Alman

Mixtapes
- 2012: Lost Tapes
- 2016: Lost Tapes II

EPs
- 2013: 180 Grad
- 2018: Welcome to Hate (zusammen mit Twin)
- 2019: Die Mac EP
- 2020: Welcome to Hate 2 (zusammen mit Twin)

Juice-Exclusives
- 2008: Blokkmukke (Juice-Exclusive! auf Juice-CD #86)

Freetracks
- 2006: Sie gucken jetzt (feat. Bizzy Montana)
- 2008: Allgegenwärtig
- 2008: Kantenmuzik (feat. Sprachtot)
- 2008: Alte Regel (feat. Elmo)
- 2010: Beton Rap
- 2010: Hustla (feat. Nikotin)
- 2011: Wenn ich schreibe
- 2011: Mischkonsum (feat. Bizzy Montana)
- 2011: Yooo
- 2018: Ein Leben lang

Singles
- 2022: Made Man (feat. Sido; #20 der deutschen Single-Trend-Charts am 29. Juli 2022[11])